# Прва битка на Мазурским језерима
Прва битка на Мазурским језерима је немачка офанзива на Источном фронту у раној фази Првог светског рата. Немци су потиснули руску Прву армију дуж целе линије фронта. Руска Десета армија је нападом на немачки леви бок спречила даљи немачки продор. Руска војска се повукла из Источне Пруске уз велике губитке.

## Увод
Руси су добро започели офанзиву и генерал Рененкамфова Прва армија је потискивала Немце од границе према Кенигсбергу. Руска Друга армија се приближавала са југа надајући се да ће одсећи Немце у подручју око града. Уместо тога пуковник Макс Хофман је развио план да нападне Другу армију док се креће преко брдовитога терена према северу. Док су појачања са запада пристизала, Макс Хофман је прегруписао немачке снаге, оставивши мале снаге пред руском 1. армијом која је стизала са истока а направивши замку за руску 2. армију која је напредовала са југа. Био је то ризичан план у коме су Немци успели јер су пресретали нешифроване руске поруке.
Друга руска армија је уништена од 26. до 30. августа 1914.
Офанзива је била могућа захваљујући личним нетрпељивостима између руских генерала. Командант Друге армије Александар Самсонов је отворено критиковао Рененкамфа неколико година раније и тада је међу њима дошло до свађе. Када је настала празнина између две армије, Рененкамф се није журио да попуни ту празнину. Међутим кад је открио немачке намере било је касно и више није могао помоћи Другој армији. Када је битка завршавала око 30. августа Рененкамфове јединице су биле још око 45 mi (72 km) удаљене. Његове јединице су се рашириле по веома дугачкој линији, док су журиле према Другој армији. Журиле су се према југу, а налазиле су се источно од Кенигсберга. Цела Прва армија је била изложена опасности од напада са запада, који би ударио у бок целе армије. Немци су тада били доста удаљени, али за разлику од Руса немачка војска је имала много већу мобилност захваљујући доброј железничкој мрежи. 
Када су Руси били поражени у бици код Таненберга до 31. августа Раненкамф је наредио припрему за случај немачког напада. Пошто је уочио да му је Прва армија јако развучена Рененкамф је наредио повлачење на линију од Кенигсбершких обрамбених линија на северу до Мазурских језера. Добио је као појачање XXVI корпус, којега је поставио испред Кенигсберга. Искуснију војску је покренуо јужно према главним линијама. Осим тога имао је две пешадијске дивизије у резерви и чекао је долазак Десете армије.

## Битка
Немци су довршавали са остацима руске Друге армије до 2. септембра. Паул фон Хинденбург је одмах покренуо своје јединице на јужни крај Рененкамфове линије. Није се обазирао на руско десно крило, јер се оно налазило пред јаким обрамбеним линијама код Кенигсберга. Немцима су пристигла и два корпуса. Тиме су Немци први пут од почетка рата на имали бројчану надмоћ у односу на Русе. 
Као и Рененкамф, тако је и Паул фон Хинденбург слао мање искусну војску на север, а планирао је офанзиву на југу. Хинденберг је имао не само довољно војника да покрије Инстербуршку празнину, него је имао и преосталих снага. Послао је своје најбоље јединице, I и XVII корпус јужно од линија близу средине Мазуршких језера, а 3. резервну дивизију је послао крајње јужно до Лика, око 30 mi (48 km) од јужнога краја Рененкамфове линије.
Хинденбургове јужне јединице започеле су са напредовањем 5. септембра, у почетку не наилазећи на отпор. Све до 7. септембра нису наилазили на отпор. Током 8. септембра немачке снаге на северу су удариле на Русе и присилили их на повлачење према истоку. На југу се ствари нису одвијале добро по Немце. Немачки XVII корпус је наишао на руски II корпус и био је бројчано слабији. Руски II корпус је извео добре маневре, којима је до краја тога дана довео своје лево крило у позицију за напад крилом, којим би потенцијално могао и окружити непријатеља.
Међутим 9. септембра је стигао немачки I корпус у помоћ XVII корпусу и поставио се на руско крило. У мећувремену још јужније немачка 3. резервна дивизија се сукобила са руском XXII и после жестоке битке присилила је Русе на повлачење према југоистоку. Командант руске дивизије је известио Рененкамфа да је нападнут и поражен код Лика и да нема друге, него да се повуче. Рененкамф је одмах наредио контраофанзиву на северу, да би добио времена за обнову линија. На северу је успео да потисне немачки XX корпус. Немци се нису зауставили да среде своје линије, него су наставили са напредују и на југу и на северу. Тиме је део руске војске, који је победио био подоста изолован, али успели су да достигну новопостављене линије.
После тога битка се окренула у немачку корист. До 11. септембра Руси су били потиснути до линије од Инстербурга до Ангербурга на северу, са великим крилним маневром који се развијао на југу. Руској Првој армији је претило опкољавање и уништење. Због тога је Рененкамф наредио опште повлачење према руској граници, што је учинио брзо помоћу јаке заштитнице. Брзина којом су се Руси повукли спасила их је од опасности да буду окружени. Паул фон Хинденбург је наредио немачким крилима да убрзају марш, колико год је то могуће, а све са циљем опкољавања руске армије. Један најобичнији инцидент, тачније гласина о руском нападу успорила је немачка крила за пола дана, што је омогућило Русима да успешно побегну.
Руси су дошли 12. сепрембра до Гумбинена, а 13. септембра до Сталупонена. Руси су се повлачили до сигурних граничних утврђења. Руска Десета армија је исто тако морала да се повлачи источно до сигурних положаја.
Десета армија је ударом у немачки бок спречила даљи немачки продор.

## Резултат
Немачка Осма армија је остварила једну од највећих победа у историји. Потпуно је уништила руску Другу армију, нанела тешке губитке руској Другој армији и избацила руску војску са немачког тла.
У међувремену, нови немачки корпус под командом вон дер Голца могао је искористити та кретања да постави своју војску у позицију да уништава остатке руске Друге армије. Дотле се на југоистоку формирала нова немачка Девета армија. 
Главне битке на Источном фронту одвијале су се између Аустроугарске и Русије далеко на југу. Руси су нанели тежак пораз аустроугарској војсци у бици код Лавова 11. септембра 1914. Руси су после те битке померили фронт 200 km до Карпата.